# Марк Емілій Пап
Марк Емі́лій Пап (лат. Marcus Aemilius Papus; IV століття до н. е.) — політичний, державний і військовий діяч Римської республіки, диктатор 322 року до н. е.

## Біографія
Походив з патриціанського роду Еміліїв. Про молоді роки, батьків відомостей не збереглося.
321 року до н. е. під час другої самнітської війни в битві в Каудинській ущелині самнітський генерал Гай Понтій переміг римську армію. Консули того року не змогли через таку кризу провести вибори, через було спочатку обрано диктатором Квінта Фабія Амбуста, але він теж не справився, тому було обрано диктатором для проведення коміцій (лат. comitium habendorum causa) Марка Емілія Папа. Він призначив собі заступника — начальника кінноти Луція Валерія Флакка. Але вони також не змогли провести вибори, через що було обрано зрештою інтеррекса.
З того часу про подальшу долю Марка Емілія Папа згадок немає.